# Podróże kapitana Klipera
Podróże kapitana Klipera – serial animowany produkcji polskiej, wyprodukowany w latach 1986-1990, będący parodią filmów o piratach. Składa się z 13 odcinków. Kilkakrotnie emitowany w polskiej telewizji, m.in. w Wieczorynce w TVP1 oraz w TV Puls od 31 sierpnia 2010 roku. Opowiada o przygodach Kapitana Klipera i małpki Gogo. Są oni żeglarzami, przewożącymi towary drogą morską. Pływają statkiem o nazwie Hermes. Na ich drodze staje zawsze pirat Szalony Roger i jego ptak Kiwit.
Często odbiorcą towarów jest niejaki cesarz Wysp Upalnych, którego nigdy jednak nie widać na ekranie.

## Postacie
Kapitan Kliper – Kapitan „Hermesa”, posiadacz rudej brody, ubrany w strój żeglarski, na prawej ręce ma tatuaż w kształcie kotwicy. Jest megalomanem i ma zawyżone mniemanie o sobie, co przejawia się szczególnie we wpisach do dziennika pokładowego. Nie jest egoistą i bardzo lubi Gogo, pomimo jej wad. Lubi grać na wiolonczeli, jednak straszliwie fałszuje. Boi się Szalonego Rogera, ale na szczęście udaje mu się go przechytrzyć.
Gogo – Śmieszna, beztroska małpka, stanowiąca załogę na „Hermesie”. Lubi psocić i bawić się, przez swój brak odpowiedzialności niejednokrotnie sprowadza kłopoty. Jest strasznym żarłokiem. Nie może znieść rzępolenia Klipera. Jest jednak bardzo odważna i pomysłowa, dzięki czemu udaje jej się często pokonać Rogera.
Szalony Roger – okrutny pirat, napadający na Klipera. Pływa czerwoną, rozlatującą się krypą. Do ataków używa armat z kulami na łańcuchu. Nie miał chyba zbyt wielu potyczek, ponieważ nie brakuje mu żadnej części ciała. Na głowie ma zawiązaną czerwoną chustę, na ramionach granatowy kubrak, na nogach różowe spodnie i granatowe buty na obcasie. Uważa się za genialnego i niepokonanego. Tak jak Kliper nie jest wcale egoistą i bardzo lubi Kiwita, pomimo jego stresu i wad. Jednak nie jest zbyt mądry i jego napady zawsze się krzyżują i nigdy się nie udają, ale na szczęście Klipera. Jest wyjątkowo wesołym piratem. Ulubione, charakterystyczne powiedzonko Rogera: „Rączki do góry!”, „Niech mnie rekin powącha!” oraz „Nie daruję ci Kliper!”, a w ostatnim odcinku przez pomyłkę powiedział „Buty do góry!”. Pojawił się gościnnie w 8. odcinku Kuby i Śruby.
Kiwit – zielona papuga, podwładna Szalonego Rogera. Zazwyczaj siedzi na bocianim gnieździe. Bardzo lojalna wobec Rogera, nie wyobraża sobie życia bez niego. O ile Roger ma mały, poręczny pistolecik, o tyle dwa razy mniejszy Kiwit ma ogromną, dwulufową strzelbę. Pojawił się gościnnie w 8. odcinku Kuby i Śruby.

## Spis odcinków
1. Muszla maharadży (1986)
2. Na lodzie (1987)
3. Poławiacze pereł (1987)
4. Uczeń wielkiego smoka (1987)
5. Suchary szalonego Rogera (1988)
6. Bananowy rejs (1988)
7. Szalony Roger w opałach (1988)
8. Wyspa (1988)
9. Faworyt cesarza (1989)
10. Złoto na piasku (1989)
11. 99 węzłów (1989)
12. Szalony duch Rogera (1989)
13. Na tropie skarbów (1990)

Kiedy w 1986 roku powstawał odcinek Muszla Maharadży, nie było pewne, czy powstaną następne. Z tego powodu różni się on od reszty serialu wieloma detalami: napisami pojawiającymi się na początku przy akompaniamencie innej muzyki, aktorami użyczającymi głosu czy też projektami postaci (np. buty Rogera mają inny kolor).
Kiedy w 1987 roku zdecydowano się na kontynuację serii, skompletowano nową obsadę dubbingu, zmieniono oprawę czołówki. Zmodyfikowano również Muszlę maharadży, dodając napisy końcowe i nagrywając nową ścieżkę dźwiękową, z nowymi aktorami. Dlatego istnieją dwie wersje tego odcinka. TVP posiada starszą, zaś kanał MiniMini, który – nową, „dostosowaną” do pozostałych.
2 odcinki Na lodzie i Wyspa tego serialu wydano w wersji zremasterowanej na DVD w Klasyce Polskiej Bajki w dwóch płytach pt. „Porwanie Baltazara Gąbki i inne bajki" i „Miś Kudłatek i inne bajki”.

## Twórcy
Scenariusz i dialogi: Józef Ćwiertnia, Andrzej Orzechowski, Bronisław Zeman

Opracowanie plastyczne: Józef Ćwiertnia, Bronisław Zeman

Muzyka: Bogumił Pasternak

Dźwięk: Otokar Balcy

Montaż: Alojzy Mol, Irena Hussar

Kierownik Grupy produkcyjnej: Romana Miś, Janusz Olinkiewicz

Głosy:
- Tadeusz Kwinta –
  - Kapitan Kliper (stara wersja odc. 1),
  - Szalony Roger (stara wersja odc. 1)
- Tadeusz Włudarski – Kapitan Kliper (odc. 1-10)
- Jerzy Sagan – Kapitan Kliper (odc. 11-13)
- Krzysztof Krupiński – Szalony Roger

Produkcja: Studio Filmów Rysunkowych (Bielsko-Biała)